# لورينزو فارفيلي
لورينزو فارفيلي (بالإسبانية: Lorenzo Faravelli)‏ (29 مارس 1993 بروساريو في الأرجنتين - ) هو لاعب كرة قدم أرجنتيني في مركز الوسط. لعب مع جيمناسيا لابلاتا ونيولز أولد بويز ويونيون إسبانيولا.

## وصلات خارجية
- لورينزو فارفيلي على موقع قاعدة بيانات كرة القدم.إي يو (الإنجليزية)
- لورينزو فارفيلي على موقع Soccerbase.com (لاعب) (الإنجليزية)
- لورينزو فارفيلي على موقع Soccerway.com (الإنجليزية)